# Охотников, Константин Алексеевич
Константи́н Алексе́евич Охо́тников (ок. 1795 — 1824) — русский офицер, участник военных действий российской армии в ходе русско-турецкой войны 1806—1812 годов, Отечественной войны 1812 года и заграничных походов 1813—1814 годов. Награждён орденами за храбрость и отличие в сражениях. Первый руководитель созданных М. Ф. Орловым в Кишинёве дивизионных школ взаимного обучения нижних чинов. В 1820—1823 годы входил в круг общения А. С. Пушкина. Один из самых активных участников кишинёвской группы членов Союза благоденствия.

## Биография

### Происхождение и семья

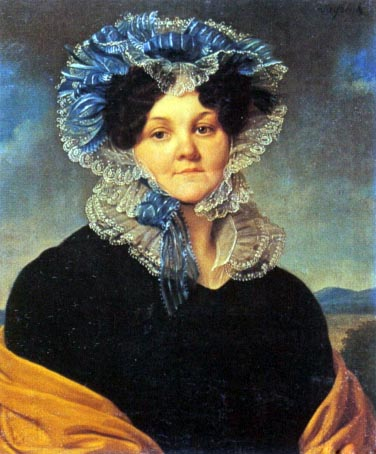
Наталья Григорьевна Охотникова. Конец 1810-х — начало 1820-х

Родился в селе Татаринцы, Козельского уезда, Калужской губернии в семье богатого помещика.
Отец — отставной майор Алексей Андреевич Охотников (1752—27.06.1824), происходил из потомственных козельских дворян. Имел 1200 крепостных крестьян в селениях Таранцы, Юрино, Чернышино, Старички, Дракуны и поместьях Козельского, Боровского и Жиздринского уездов Калужской губернии.
Мать, Наталья Григорьевна, урождённая княжна Вяземская, (1774—?). В коллекции Государственного Русского музея сохранился её портрет работы популярного среди русских аристократов французского живописца Лагрене (фр.  Anthelme Francois Lagrenee). Её сёстры — Евдокия Григорьевна (ок. 1758—1855), бывшая фрейлина императрицы Екатерины II, оставившая двор и посвятившая себя Богу, Мария Григорьевна (1772—1865), в замужестве, сначала Голицына, а позднее — графиня Разумовская; брат — сенатор Н. Г. Вяземский (1769—1846).
У А. А. и Н. Г. Охотниковых были два сына — Константин и Николай и семь дочерей.
Николай Алексеевич Охотников учился в пансионе при Царскосельском лицее, в 1819 году был выпущен офицером в армию. Служил поручиком в лейб-гвардии уланском полку. С 1824 года находился в отставке.

### Образование
Начало обучению Константина в проведённые в имении Татаринцы детские годы было положено хорошо образованной Натальей Григорьевной, приучившей сына к чтению не только русских, но и французских книг. Для продолжения образования был избран Иезуитский пансион — «благородный частный пансион» закрытого типа, открытый для представителей российских аристократических семей в Петербурге в 1803 году генералом ордена иезуитов Г. Грубером. Полный курс обучения был рассчитан на 6 лет. Преподавание велось только на французском и латинском языках, но большое внимание уделялось изучению русской литературы.
Воспитанник пансиона поэт П. А. Вяземский писал: «Иезуиты, начиная с ректора, патера Чижа, были, — по крайней мере в мое или наше время, — просвещенные, внимательные и добросовестные наставники. Уровень преподавания их был возвышен. Желавшие учиться хорошо и основательно имели все способы к тому и хорошо обучались».
Среди воспитанников пансиона были будущие участники движения декабристов А. П. Барятинский, В. М. Голицын, Д. А. Искрицкий, Н. Н. Оржицкий, И. В. Поджио, П. Н. Свистунов, А. А. Суворов.

### Военная карьера
17 мая 1810 года поступил подпрапорщиком на службу в 37-й егерский полк.
Уже через месяц — 26 июня 1810 года за отличие в сражении при крепости Силистрия в ходе русско-турецкой войны произведён в прапорщики. Участвовал в боях при Шумле и Рущуке .
С 29 июня 1811 года — подпоручик. Участвовал в Отечественной войне 1812 года и заграничных походах русской армии; 4 апреля 1813 года был произведён в поручики. За действия в сражениях при Бауцене (май 1813) и Лейпциге (октябрь 1813) отмечен военными наградами; за отличие в боях получил орден Святой Анны 4-й степени; получил в подарок от короля Пруссии бриллиантовый перстень.
Был ранен в ходе боевых действий при наступлении на Париж и два месяца находился в плену у французов — с 2 февраля по 2 апреля 1814 года.
В августе 1815 года был переведён в Лубенский гусарский полк. В августе 1816 года перешёл на службу под командование М. А. Фонвизина в 38-й егерский полк. С апреля 1818 года — штабс-ротмистр, а с мая 1820 года — ротмистр; 22 апреля 1821 года был переведён в 32-й егерский полк 16-й пехотной дивизии, расквартированной в Бессарабии.
Был старшим адъютантом командующего дивизией М. Ф. Орлова. 22 мая 1821 года назначен заведующим юнкерской и солдатской ланкастерскими школами, организованными по инициативе М. Ф. Орлова для обучения нижних чинов.
11 ноября 1822 года в чине майора был уволен из армейской службы.
Умер от чахотки 1 (13) марта 1824 года. Был похоронен в семейной усыпальнице на кладбище села Татаринцы рядом с построенной отцом церковью.

### Награды
- Орден Святой Анны 4-й степени
- Орден Святого Владимира 4-й степени с бантом

## Участие в тайном обществе
К. А. Охотников был принят в Союз благоденствия М. А. Фонвизиным не позднее 1819 года. После перевода на службу в Кишинёв в 1820 году, Охотников вместе с членами Союза благоденствия генералом М. Ф. Орловым и майором В. Ф. Раевским составили ядро для объединения либерально мыслящих офицеров, в круг которых входили генерал П. С. Пущин, полковник А. Н. Непенин, майор И. М. Юмин и другие. По воспоминаниям В. Ф. Раевского, Охотников был богатым человеком, но не уходил в отставку «потому только, что служил с Орловым и что на службе полагал более принести пользы Обществу». Центральную роль в кишинёвском кружке играл М. Ф. Орлов, но хранителем основных документов — «Зелёной книги» (устава Союза благоденствия) и расписок принятых в общество членов являлся К. А. Охотников. Среди принятых в Союз в Кишинёве Охотниковым был один из самых активных членов Южного общества В. Л. Давыдов.
Вместе с М. Ф. Орловым в январе 1821 года Охотников принял участие в московском съезде Союза благоденствия. На нём Орлов выступил со своей собственной программой и призвал к более решительным и конкретным действиям, вопреки активному убеждению М. А. Фонвизина в необходимости усиления мер предосторожности, в связи с тем, что правительству был открыт сам факт существования тайного общества. В развернувшейся полемике Фонвизина поддержал и Охотников, непосвящённый до съезда в планы Орлова и известный независимостью своих суждений. По свидетельству одного из участников полемики, раздосадованный Орлов назвал спор «заговором в заговоре». Позднее М. Ф. Орлов написал о свойственных Охотникову принципиальности и повышенной требовательности к людям, что он «берет на себя роль ходячей совести своих друзей. В сущности, он прекраснейший и достойнейший человек, и я люблю его от всей души, но у него привычка говорить другому в лицо самые грубые истины, не догадываясь, что каждая из них бьёт словно обухом по голове».
После отъезда Орлова, Охотников оказался среди немногих участников съезда, которые знали, что принятое решение о прекращении существования Союза благоденствия носило конспиративный характер и не означало сворачивания тайной деятельности. По возвращении из Москвы в феврале 1821 года, он сообщил своим кишинёвским товарищам о формальной ликвидации Союза, но в политических настроениях и в практике агитационной работы в дивизии ничто не изменилось. В квартире Охотникова, который жил вместе с В. Ф. Раевским, были сохранены документы и действовавший с 1818 года устав, в первом параграфе которого говорилось, что «Союз благоденствия в святую себе вменяет обязанность, споспешествовать правительству к возведению России на степень величия и благоденствия, к коей она самим творцом предназначена».
До властей стали доходить сведения о свободомыслии офицеров 16-й дивизии и их просветительской агитации среди нижних чинов. Внутренним расследованием занялся корпусной командир И. В. Сабанеев; 6 февраля 1822 года был арестован В. Ф. Раевский, сменивший Охотникова, ушедшего в августе 1821 года в отпуск по состоянию здоровья, в должности руководителя дивизионной школы взаимного обучения нижних чинов. От исполнения обязанностей отстранили командира дивизии М. Ф. Орлова и командира полка А. Г. Непенина и уволили в отставку П. С. Пущина и М. А. Фонвизина.
Несмотря на использование в качестве обвинительных свидетельств против Раевского нескольких его писем к Охотникову, серьёзных обвинений последнему не предъявили; в деле Раевского Охотников участвовал только как свидетель. В ноябре 1822 года К. А. Охотников был «уволен со службы по домашним обстоятельствам».
Секретарь следственного комитета А. Д. Боровков, наряду с живыми «бывшими тайными злоумышленниками», включил в свой «Алфавит» и умершего в 1824 году К. А. Охотникова, который «принадлежал к числу членов Союза благоденствия и, по показаниям, был одним из деятельнейших членов».

## Знакомство с А. С. Пушкиным
К. А. Охотников познакомился с А. С. Пушкиным в Кишинёве 25 сентября 1820 года.

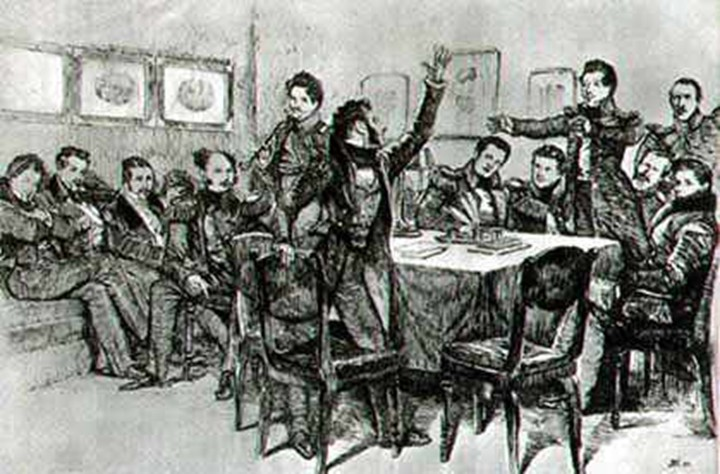
Пушкин среди декабристов в Каменке

В конце ноября 1820 года в Каменке К. А. Охотников и А. С. Пушкин принимали участие в известном разговоре с М. Ф. Орловым, В. Л. Давыдовым, И. Д. Якушкиным и другими о необходимости для России тайного общества. Начатый серьёзным, разговор неожиданно для Пушкина был обращён в шутку, на что он взволнованно заметил: «Я никогда не был так несчастлив, как теперь, я уже видел жизнь мою облагороженною и высокую цель перед собой, и все это была только шутка».
Охотников и Пушкин неоднократно общались вплоть до весны 1823 года. Встречи «любителей беседы свободного суждения», как называл И. П. Липранди, К. А. Охотникова, П. С. Пущина, А. С. Пушкина и В. Ф. Раевского генерал И. В. Сабанеев, проходили и в доме М. Ф. Орлова и на квартире у И. П. Липранди, который написал в своих воспоминаниях, что «Александр Сергеевич уважал Охотникова и не раз обращался к нему с сериозным разговором». За присущие Охотникову хладнокровие и образованность Пушкин обращался к Охотникову — «отец сенатор» (фр. père conscit). В свою очередь, Охотников в письме своему однокашнику по пансиону П. А. Вяземскому использовал арзамасское прозвище Пушкина — «сверчок»: «Я сам вручу письмо Ваше в степях живущему Сверчку и уверен, что он будет петь и прыгать от радости». Имя Охотникова упоминается в письмах Пушкина, в том числе, в связи с тем, что Пушкин доверял ему передавать свои конфиденциальные послания и стихи П. А. Вяземскому.
Охотников познакомил А. С. Пушкина со своим однополчанином — участником Отечественной войны, бывшим поручиком 37-го Егерского полка Павлом Ивановичем Кобылянским, которому Охотников, обязанный ему жизнью в одном из сражений 1813 года, подарил дом и сад возле Кишинёва.

## Оценки личности современниками
Современник событий, мемуарист Ф. Ф. Вигель, осуждавший западный либерализм собраний в доме М. Ф. Орлова, писал о «витийствовавших» там «демагогах» и «изуверах» К. А. Охотникове и В. Ф. Раевском.
Хорошо знавший кишиневское окружение Орлова начальник штаба 2-й армии П. Д. Киселёв, характеризуя взгляды Охотникова, назвал его «мечтателем политическим».
И. П. Липранди, участник встреч и споров на различные темы в кишинёвском доме М. Ф. Орлова, писал в воспоминаниях: «Что касается до Охотникова, то этот, в полном смысле слова, был человек высшего образования и начитанности…».
В. Ф. Раевский писал в своих воспоминаниях об Охотникове, что его «самоотвержение для общей пользы, строгая жизнь и чистая добродетель без личных видов глубоко врезались в груди моей. Я тайно завидовал, что человек почти одних лет со мною так далеко ушел от меня в совершенстве нравственном».
С точки зрения И. Д. Якушкина — «Охотников, славный малый и совершенно преданный тайному обществу».
М. Ф. Орлов, арестованный в Москве вскоре после декабрьского восстания, в письме к Николаю I высказал своё мнение об уже умершем Охотникове: «Это был храбрый и превосходный молодой человек (ибо, государь, можно быть благородным человеком и принадлежать к тайному обществу)».

## Попытки иконографического отождествления

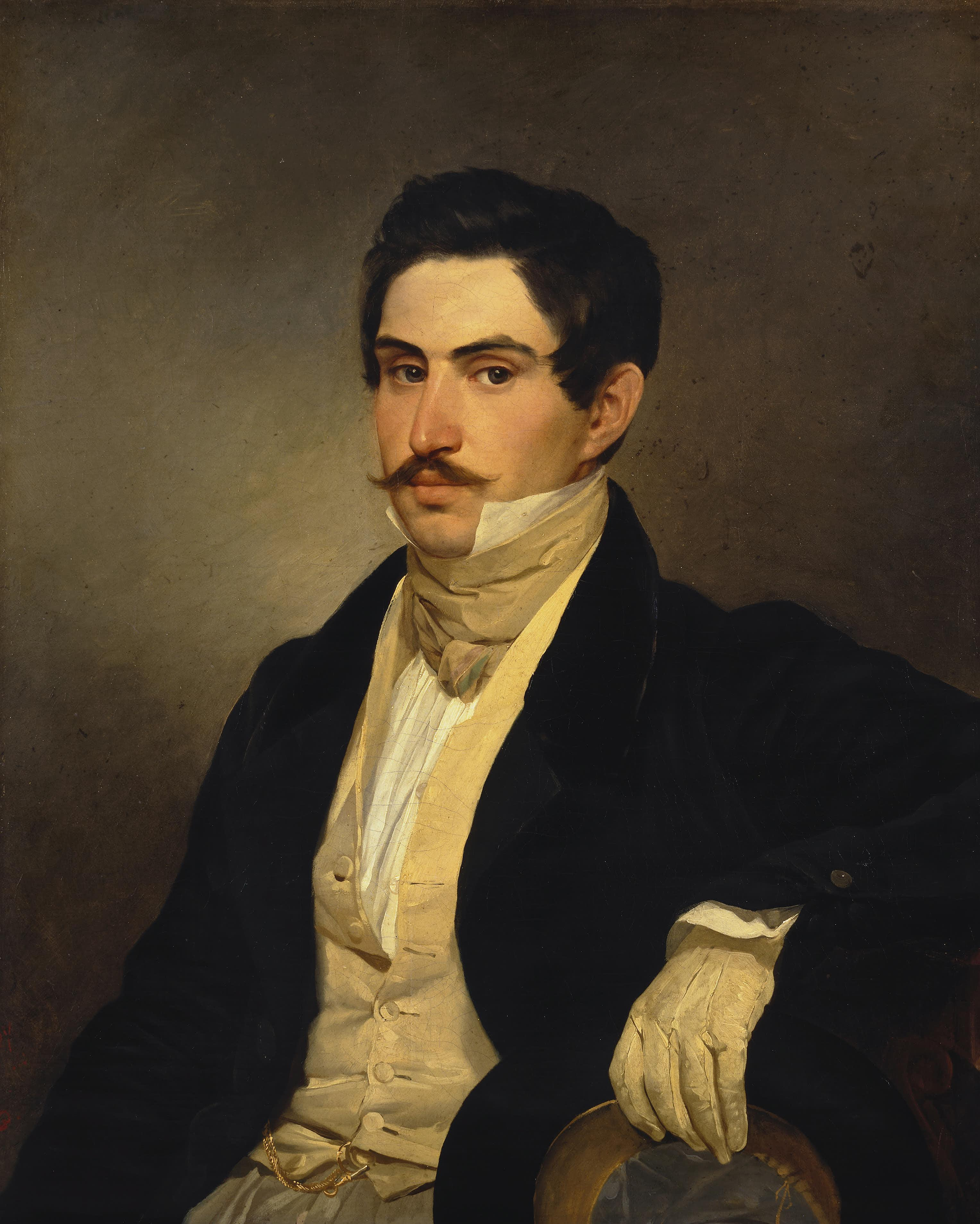
Карл Брюллов. Н. А. Охотников, брат декабриста К. А. Охотникова

Считалось, что художник К. П. Брюллов, работавший в 1827 году в Италии, написал находящийся в Эрмитаже портрет К. А. Охотникова, так как на обратной стороне полотна была надпись второй половины XIX века: «Константинъ Алексеевичъ Охотниковъ (декабристъ) сынъ Натальи Григорьевны Охотниковой». Но по результатам проведенной в 1950-е годы главным хранителем отдела истории русской культуры в Эрмитаже А. В. Помарнацким атрибуции полотна было установлено, что в действительности это портрет брата декабриста, калужского помещика Н. А. Охотникова.
На основании ряда доводов искусствовед Краваль Л. А. предположила, что «остроносый профиль» Константина Охотникова, своего кишинёвского знакомого, А. С. Пушкин изобразил на обороте 9 листа рабочей тетради 1822—1824 годов, так называемой «первой масонской тетради».
По мнению известной специалистки по рисункам А. С. Пушкина, Р. Г. Жуйковой, в связи с тем, что портреты неизвестны, справедливость предположения Л. А. Краваль иконографически невозможно подтвердить

## В культуре
В романе В. Каверина «Исполнение желаний» главный герой занят разбором и расшифровкой архива декабриста Охотникова.